# Luis Alberto Barrera Pacheco
Luis Alberto Barrera Pacheco M.C.C.I. (ur. 16 listopada 1966 w Gorgor) – peruwiański duchowny katolicki, biskup Callao od 2021.

## Życiorys

### Prezbiterat
Święcenia kapłańskie przyjął 10 czerwca 1995 w zgromadzeniu kombonianów. Był m.in. wychowawcą postulantów w Republice Środkowoafrykańskiej, przełożonym peruwiańskiej prowincji zakonnej oraz wiceprzewodniczącym krajowej Konferencji Wyższych Przełożonych Zakonnych.

### Episkopat
25 października 2016 papież Franciszek mianował go biskupem diecezji Tarma. Sakry udzielił mu 18 grudnia 2016 metropolita Huancayo - arcybiskup Pedro Barreto.
17 kwietnia 2021 został mianowany biskupem ordynariuszem diecezji Callao, zaś 26 maja 2021 kanonicznie objął urząd. Od sierpnia 2024 jest drugim wiceprzewodniczącym Konferencji Episkopatu Peru